# Drapetis capensis
Drapetis capensis är en tvåvingeart som beskrevs av Smith 1967. Drapetis capensis ingår i släktet Drapetis och familjen puckeldansflugor. Inga underarter finns listade i Catalogue of Life.